# Коста Керемидчиев
Коста Петров Керемидчиев е български политик от БКП, писател - билетрист.

## Биография
Роден е на 16 август 1922 г. в Петрич. От 1937 г. е член на РМС, а от 1943 г. и на БКП. Изключен е от петричката гимназия „Пейо Яворов“ заради участието си в РМС. От 1944 г. е партизанин в партизански отряд „Антон Попов“. След 9 септември 1944 г. е последователно първи секретар на Околийския комитет на БКП в Петрич и секретар Окръжния комитет на БКП в Благоевград. Между 1962 и 1971 г. е председател на Изпълнителния комитет на Окръжния народен съвет. През 1971 г. е назначен за заместник-министър на снабдяването и държавните резерви. От 5 ноември 1962 до 19 ноември 1966 г. е кандидат-член на ЦК на БКП, а от 19 ноември 1966 г. до 2 април 1976 г. е член на ЦК на БКП.
Керемидчиев е член на Съюза на независимите български писатели (СНБП). Той е автор на статии и разкази, повестите „Босоногото“ и „Синове“ и романите „Стипендиантката на екзархията“ и „Мартинов и неговото време“.